# 翁塔纳雷斯德埃雷斯马
翁塔纳雷斯德埃雷斯马，是西班牙卡斯蒂利亚-莱昂塞戈维亚省的一个市镇。 总面积6平方公里，总人口185人（2001年），人口密度31人/平方公里。